# Grania ascophora
Grania ascophora är en ringmaskart som beskrevs av Coates 1990. Grania ascophora ingår i släktet Grania och familjen småringmaskar. Inga underarter finns listade i Catalogue of Life.